# Ма (адамава-убангийский народ)
Ма (англ. ma) — адамава-убангийский народ, населяющий северо-восточные районы Демократической Республики Конго — территорию к северу от города Ниангара, в верховьях реки Уэле и вблизи реки Капили (провинция Верхнее Уэле). Наиболее близки по языку и культуре народам мба, ндунга и донго.
По оценкам, опубликованным на сайте организации Joshua Project, численность народа ма составляет около 15 000 человек.
Народ ма говорит на языке ма адамава-убангийской семьи нигеро-конголезской макросемьи. Данный язык известен также под названиями «амади», «мади», «мадьо». В классификациях убангийских языков, представленных в справочнике языков мира Ethnologue и в «Большой российской энциклопедии», язык ма (амади) вместе с языками донго, мба и ндунга входит в состав группы мба подветви нгбака-мба ветви сере-нгбака-мба. Численность говорящих на языке ма, согласно данным, опубликованным в справочнике Ethnologue, составляет около 4700 человек (1977). Помимо родного языка представители народа ма также владеют широко распространённым в Центральной Африке языком лингала.
Большинство представителей народа ма исповедует христианство (80 %), часть этого народа сохраняет традиционные верования (20 %).